# Mitch hurrikán (1998)
A Mitch hurrikán 1998. október 22-én alakult ki, 1998. november 5-éig tartott. Maximális sebessége 290 km/óra volt. Az 1998-as évnek a 13. trópusi vihara volt ez, kilencedik hurrikánja. Közel 11 000 ember halálát okozta két hét alatt. $5 milliárd amerikai dollár kár keletkezett. Közép-Amerikát, Panamát, Costa Ricát, Jamaicát, Floridát, Honduras (3800 ember) és Nicaragua (7000 ember), Guatemalát, El Salvadort, Belizet, Mexikót sújtotta a vihar. A Mitch-hurrikánnál csak egy volt halálosabb, az 1780-as „Great Hurricane” (Nagy hurrikán), mely körülbelül 22 000 ember halálát okozta.

## Külső hivatkozások
- NHC Mitch Report (.noaa.gov)
- HPC, Mitch (.noaa.gov) + négy fotóval
- Mitch nagy korallzátonyok is elpusztultak